# 線香花火 (Skoop On Somebodyの曲)
『線香花火』（せんこうはなび）は、日本のR&BグループのSkoop On Somebodyが2000年9月20日にリリースした通算10枚目（Skoop On Somebodyとしては2枚目）のシングル。

## 概要
キャッチフレーズは｢この秋S.O.Sが送る季節はずれの線香花火!!｣。
MVにはデビュー前のBENIが出演している。

## 収録曲
作詞・作曲・編曲：S.O.S.（特記以外）
1. 線香花火
  - 編曲：西平彰・S.O.S.
2. STAND!
  - 作詞：高柳恋
3. ama-oto (CLUB S.O.S version)
4. 線香花火 (instrumental)